# 7. батаљон везе Херцеговачког корпуса
7. батаљон везе је био један од јединица Херцеговачког корпуса Војске Републике Српске. Батаљон је званично основан 19. маја 1992. од батаљона везе 13. ријечког корпуса ЈНА и дела чете везе 2. оперативне групе ЈНА са командним местом у Требињу.

## Организација
Батаљон везе је у свом саставу имао команду, две чете везе и позадинске јединице. Услед повлачења ЈНА у Југославију почетком рата у Босни, батаљон је био попуњен само 50% од предвиђене формације. Позадинске јединице су биле посебно слабо попуњене, па је батаљон осим санитетског одељења имао још сам импровизовано грађевинско одељење. Батаљон је по потреби опслуживао истурена и позадинска командна места корпуса, а један део је трајно био размештен на четири стационарна чворишта везе: Леутар, Вележ, Кмур и Борашница. Објекат везе на Леутару, изграђен је наменски у рату и имао је четири етаже. У батаљону је служило и 12 жена, распоређених на послове телефонисте и телепринтериста. Одласком студената на студије 1. септембра 1993. бројност јединице је додатно смањена, али је батаљон превазишао потешкоће већим залагањем својих припадника.
Стационарна чворишта веза омогућавала су правовремене ПТТ везе са бригадама у Требињу, Гацком, Билећи и Љубињу, док се комуникација команде корпуса одвијала отежано са другим бригадама корпуса преко радио-релејних система. Све везе корпуса су биле шифроване. ПТТ саобраћај се одвијао у ратним условима, па су радио везе преносних радио уређаја стално биле ометане, а планински терен Источне Херцеговине додатно је отежавао комуникацију.
У основи, система веза је организован на четири начина.
- Радио-релејне везе су омогућавале комуникацју команде Херцеговачког копуса са Главним штабом ВРС и комуникацију команде копруса са потчињеним бригадама. Планинско тло Херцеговине условило је постављање низа радио-релејних међустаница, па су резерве батаљона биле сасвим исцрпљене.
- Радио-везе су биле организоване у више канала на релацији команда корпуса - Главни штаб и команда корпуса - потчињене бригаде, али нису коришћене, јер су стално биле прислушкиване.
- Жичне везе, у ваздушном или кабловском облику, нису биле развијене на простору Херцеговине, са изузетком добро одржаване ваздушне везе Билећа-Требиње, која је коришћена као резерва за стационарно чвориште на Леутару.
- Куририске везе команде корпуса са потчињеним јединицама нису коришћене због великих даљина, недостатка горива и моторних возила и слабо проходних путева. Команда корпуса је стога користила радио-релејне везе и то првенствено шифро телепринтерски канал.